# Johannes Agnoli
Johannes Agnoli (* 22. Februar 1925 in Valle di Cadore, Italien; † 4. Mai 2003 in San Quirico di Moriano bei Lucca, Italien) war ein deutscher Politikwissenschaftler italienischer Herkunft, der bis 1990 am Otto-Suhr-Institut der FU Berlin eine Professur für Politikwissenschaft innehatte. Besonders bekannt wurde er durch seinen bestimmenden Einfluss auf die Studentenbewegung und die Außerparlamentarische Bewegung, vor allem durch seinen Essay Die Transformation der Demokratie (1967).
Agnoli vertrat eine materialistische, radikaldemokratische und strukturalistische Staatsauffassung, die weder klassisch marxistisch, leninistisch, und auch nicht linkssozialistisch im Sinne Wolfgang Abendroths war. Seine Forschungsschwerpunkte waren Staatstheorie und Staatsphilosophie, besonders die der Moderne, von faschistischen Auffassungen über bürgerlich-liberale bzw. bürgerlich-demokratische, marxistische, leninistische und stalinistische Positionen, bis hin zur anarchistischen Ablehnung jeglicher Staatlichkeit.

## Leben
Agnoli wurde mit dem Geburtsnamen Giovanni als viertes Kind einer wohlhabenden italienischen Familie in Valle di Cadore in den östlichen Dolomiten geboren. Seine Eltern waren Pietro Agnoli, Ingenieur, und Margherita Agnoli, geborene Ponte. Wie seine Ehefrau in seiner Biografie darstellte, war der Vater in seiner Jugend antikatholisch und entwickelte sich zum Anarcho-Syndikalisten. Er verlor 1929 sein durch Aktienspekulation erworbenes Vermögen, außerdem Haus- und Grundbesitz, und starb in Armut. Johannes Agnoli wurde nach der Einschulung Mitglied der faschistischen Jugendorganisation Gioventù italiana del littorio und stieg zum Provinzialführer auf. In der Schülerzeitung lobte er den Krieg und die deutschen Siege. Den Krieg fasste er als Kampf mit der Macht des Goldes auf. Als Provinzialführer der faschistischen Oberschuljugend und Mitarbeiter in der Kommission für Kultur schrieb er 1943 in der Zeitschrift Dolomiti: 
„An unsere richtige Sache zu glauben, an die Idee, für die heute viele junge Männer sterben, weil nur wir das Recht haben, uns Verteidiger der Kultur zu nennen: weil unser Glaube nicht nur den Namen Faschismus trägt, vielmehr den Namen Europa.“
Nach dem Abitur im Mai 1943, der deutschen Besetzung Italiens und dem Sturz Mussolinis im Juli 1943 meldete sich Agnoli zur Waffen-SS, die für ausländische Kriegsfreiwillige zuständig war. Die Einheit überstellte Agnoli zu den Gebirgsjägern der deutschen Wehrmacht, deren Härte er bewunderte. Er wurde bei der Bekämpfung der jugoslawischen Partisanen Titos eingesetzt.
Im Mai 1945 geriet Agnoli in britische Gefangenschaft und wurde im Kriegsgefangenenlager im ägyptischen Moascar in der Sueskanalzone interniert. Im Reeducational Work betreute er den Philosophiekurs, den er mit Windelbands Philosophiegeschichte bestritt. In dem Manuskript Frühjahrswind formulierte er 1948 seine Bewunderung für die Deutschen: „Ich trage nämlich darnach Verlangen, dass der deutsche Wind wieder weht, dass das deutsche Volk wieder die Möglichkeit der Durchdringung und Eindringung gewinnt.“ Im Sommer 1948 wurde er entlassen.
In Urach, dem heutigen Bad Urach, arbeitete Agnoli zunächst in einem Sägewerk, bis er im Dezember zum Wintersemester 1949 mit einem Kriegsteilnehmer-Stipendium in Tübingen studieren konnte. Seine Einschreibung von 1943 bis 1947 an der Universität Padua für das Fach Philosophie wurde anerkannt. Er belegte Vorlesungen bei Eduard Spranger, Hans Wenke, Krüger und Kienzle. Er wurde mit einer Arbeit über Giambattista Vicos Philosophie des Rechts zum Dr. phil. promoviert und legte bei Theodor Eschenburg ein Examen in Politikwissenschaft ab.
Im Mai 1955 wurde Agnoli in Deutschland eingebürgert.
1957 trat Johannes Agnoli in die SPD ein, aus der er 1961 als Mitglied der Sozialistischen Förderergesellschaft wegen des Unvereinbarkeitsbeschlusses mit dem SDS ausgeschlossen wurde.
1960 wurde Agnoli Assistent bei dem Politikwissenschaftler Ferdinand Aloysius Hermens in Köln. Nachdem Agnoli auf einer Tagung die Anerkennung der DDR befürwortet hatte, trennte sich Hermens von ihm. Auf Empfehlung von Wolfgang Abendroth wurde er Assistent von Ossip K. Flechtheim am Otto-Suhr-Institut und habilitierte sich dort 1972. Von 1972 bis 1990 war er Professor für Theorie der Politik am Otto-Suhr-Institut für Politikwissenschaft der FU Berlin.
Agnoli gehörte zu den Vordenkern der 68er-Studentenbewegung. Das Buch Die Transformation der Demokratie, das er 1967 zusammen mit dem Sozialpsychologen Peter Brückner verfasste, enthält seinen Aufsatz gleichen Titels zur radikaldemokratischen Wahl- und Pluralismuskritik in Deutschland. Anhänger des Sozialistischen Deutschen Studentenbundes (SDS) und der Außerparlamentarischen Opposition (APO) betrachteten dieses Werk in den späten 1960er Jahren als einen zentralen programmatischen Text.
Agnoli lehnte das Repräsentativsystem, den Parlamentarismus und das vom deutschen Grundgesetz konzipierte Leitbild der Demokratie ab. 1967 beteiligte er sich maßgeblich an der Gründung des Republikanischen Clubs in West-Berlin sowie an den Debatten und Aktionen der APO. Zwischen 1962 und 1965 war er zudem als Dozent in der gewerkschaftlichen Bildungsarbeit der IG Metall tätig.
Als 1975 die Staatsanwaltschaft München Strafantrag gegen die Herausgeber des Buches Wie alles anfing von Bommi Baumann stellte, in der dieser seine Entwicklung zum aktiven Stadtguerillero schilderte, und die vorläufige Beschlagnahme anordnete, gehörte Agnoli zum Kreis derer, die eine Neuauflage herausgaben und verbreiteten.
Zwischen 1973 und 1976 lehrte Agnoli an der Universität Kalabrien im italienischen Cosenza. Es kam zu einem Skandal und zur zeitweiligen Annullierung von Agnolis Prüfungen, da er die Prüfungen aller seiner Studierenden mit 30 Punkten (die Durchschnittsnote betrug 29) bewertete.
Im Juni 1977 war Agnoli, wiederum mit Peter Brückner, Mitherausgeber eines Nachdrucks des Göttinger-Mescalero-Textes zur Ermordung des Generalbundesanwalts Siegfried Buback durch die RAF.  Agnoli war zwar gegen das Gewaltmonopol des Staates, betonte aber gleichsam wie der „Mescalero“: „Der Weg zur Emanzipation kann nicht mit Leichen gepflastert werden.“
Agnoli starb am 4. Mai 2003 in der Toskana, wo er nach seiner Emeritierung seit 1991 in San Quirico di Moriano (Lucca) lebte. Seine Grabstätte befindet sich in dem Ort Saltocchio. Seine Witwe übergab Anfang 2006 seine Privatbibliothek als Spende an die Rosa-Luxemburg-Stiftung in Berlin. Die knapp 1.500 Bücher und Broschüren sind dort in der Johannes-Agnoli-Bibliothek zugänglich.

## Die Transformation der Demokratie
Als Agnolis Hauptwerk gilt Die Transformation der Demokratie. Darin analysiert er die Involution der liberalen parlamentarischen Demokratie zu einer neofeudalen oder autoritären Herrschaftsform. Den Titel hat Agnoli von dem profaschistischen Ökonomen und Soziologen Vilfredo Pareto übernommen, auf den er sich mehrfach bezieht und der 1920 einen Aufsatz „Trasformazione della democrazia“ veröffentlicht hatte. Die liberale Demokratie betrachtete Agnoli als eine konstitutionelle Oligarchie, in ihr würden Wirtschaftsinteressen in scheindemokratische Entscheidungen transformiert. Im liberalen Verfassungsstaat gelinge es den Kapitalinteressen, den Staat weiter zur Sicherung ihrer Herrschaft und ihrer weiteren Bereicherung zu instrumentalisieren. Dabei werde das Wahlvolk über seine Machtlosigkeit getäuscht und seine gewaltbewehrte Unterwerfung unter ihre Kapitalinteressen verschleiert. Die Gegensätze zwischen Kapital und Arbeit würden konsumistisch befriedet. Die Eliten erzeugten die Illusion einer Sozialpartnerschaft, politische Gegensätze würden durch parlamentarische Strukturen ausgeglichen. Der Vorteil für das Kapital gegenüber der faschistischen Herrschaftsform sei die weitgehende Freiheit von äußerer Gewalt, die parlamentarische Herrschaftsform sei effektiver und moderner.

## Rezeption
In mehreren Strömungen der politischen Linken kann eine Agnoli-Rezeption festgestellt werden. Beispielsweise beim Ça ira Verlag, im Konflikt und Agnoli-Streit um Herausgeber-Rechte und antideutsche Positionen, in der autonomen Bewegung und im libertär-sozialistischen Spektrum um die Zeitschriften Schwarzer Faden und Graswurzelrevolution.
Hans Jürgen Degen beschrieb Agnoli als einen exzellenten Anarchismus-Kenner: Agnoli „interpretierte ‚seinen‘ Marx eben ‚libertär‘, weil der ‚Marxismus‘ des ‚Nicht-Marxisten‘ Marx für ihn eine freiheitliche ‚Lehre‘ war. Agnoli wollte die Versöhnung der beiden ‚autoritären Knochen‘ Marx und Bakunin: Er wollte die ‚freiheitlichen Elemente der zersplitterten sozialistischen Emanzipationsbewegung zur Aktion bringen‘. Das sollte aber keineswegs durch Verwischung der unterschiedlichen Positionen geschehen. … Agnoli hatte einen ‚starken Hang‘ zum Libertären. Deshalb bedauerte er die ‚gesellschaftliche Impotenz‘ der Libertären: ‚Mit einem Schuss Marx kann das vergehen.‘“
Walter Euchner kritisiert an Agnoli, dass er den ursprünglichen Charakter der Theorie des Gesellschaftsvertrages nicht verstanden habe, obwohl doch selbst Abbé Sieyès einen Unterschied zwischen der multitudo (der Masse der Bevölkerung) und der pouvoir constituant gemacht habe. Er gesteht Agnoli zu, jeder Politikwissenschaftler wisse, dass an seiner Feststellung, die Liberaldemokratie sei eigentlich eine konstitutionelle Oligarchie, etwas Wahres sei, aber es komme auf die normative Messlatte an. Gemessen an einer Gesellschaft der Freien und Gleichen sei das Ergebnis inakzeptabel, aber wenn man nach konkreten Reformmöglichkeiten frage, müsse man das Bild differenzierter zeichnen: Politische Machtwechsel seien weiterhin möglich und vom Ergebnis her relevant.

## Auseinandersetzung um Agnolis Umgang mit seiner Vergangenheit
Die Frage, wie Agnoli später zu seinem Engagement für die faschistische Bewegung, zu seiner Meldung bei der Waffen-SS, zur Wehrmacht und zu seinem Einsatz als Soldat der Wehrmacht in der Partisanenbekämpfung stand, hat zu kontroversen Diskussionen geführt.
Wolfgang Kraushaar kritisierte Agnolis Rekurs auf den präfaschistischen Theoretiker Vilfredo Pareto. Der Politikwissenschaftler Michael Hewener kam in seiner Auseinandersetzung mit dieser These zu einem gegenteiligen Ergebnis: Agnoli zitiere Pareto in eindeutig kritischer Absicht: um auf die seiner Meinung nach zu große Staatsnähe zeitgenössischer Politikwissenschaft zu verweisen. Der Rekurs auf Pareto stehe in Agnolis Werk für einen biographisch-theoretischen Bruch, nicht für Kontinuität.
Kraushar warf Agnoli zudem vor, über seine Vergangenheit weitgehend geschwiegen zu haben, so dass sie lange nur Eingeweihten bekannt gewesen sei. Nachdem in den 1980er Jahren begonnen habe „immer mehr durchzusickern“, sei erst 2004 mit der Veröffentlichung der von Barbara Görres Agnoli verfassten Biografie Johannes Agnoli – Eine biografische Skizze die faschistische Vergangenheit Agnolis „zusammenhängend aufgedeckt“ worden.
Kollegen Agnolis, wie etwa Wolf-Dieter Narr und Richard Stöss, widersprechen Kraushaars Darstellung. Agnoli habe „in geselliger Runde“ gerne von seiner Jugendzeit berichtet und keinen Hehl aus seiner damaligen Begeisterung für die faschistische Bewegung gemacht.
Götz Aly zufolge hat Agnoli zwar mitgeteilt, dass er der faschistischen Partei Italiens angehört hatte, seine Meldung über die Waffen-SS zur Wehrmacht 1943 und seinen Einsatz bei der Partisanenbekämpfung in Jugoslawien allerdings verschwiegen. Auch Agnolis Ehefrau Barbara Görres Agnoli hat in ihrer „biografischen Skizze“ keine Details seines Einsatzes berichtet, sie stellt aber wertend fest: „Agnoli hat seine faschistische Vergangenheit zwar nicht verdrängt – er hat sich zeitlebens mit dem Faschismus auseinandergesetzt –, aber er hat sich ihr gegenüber doch einiges vorgemacht.“

## Familie
Agnoli war seit 1962 mit der Psychologin Barbara Görres Agnoli (1938–2011) verheiratet.

## Zitat
„Nur das organisierte Nein sprengt die Fesseln staatsbürgerlich-parlamentarischer Gleichschaltung und kann den Führungskonflikt wieder zu einem Herrschaftskonflikt ausweiten.“

## Schriften (Auswahl)
- Mit Peter Brückner: Die Transformation der Demokratie. Voltaire Verlag, Berlin 1967 (aktuelle Ausgabe: Konkret Literatur Verlag, Hamburg 2004, ISBN 3-89458-232-4).
- Mit Wolf-Dieter Narr, Hermann Kaste, Joachim Raschke: Auf dem Weg zum Einparteienstaat. Verlag für Sozialwissenschaften, 1977, ISBN 3-531-11366-6.
- Mit Ernest Mandel: Offener Marxismus. Ein Gespräch über Dogmen, Orthodoxie und die Häresie der Realität. Campus Verlag, Frankfurt am Main 1980.
- Subversive Theorie: „Die Sache selbst“ und ihre Geschichte. ça ira Verlag, Freiburg i. Br. 1999, ISBN 3-924627-41-X (aktuelle Ausgabe: Schmetterling Verlag, Stuttgart 2014, ISBN 978-3-89657-066-6).
- Der Staat des Kapitals und weitere Schriften zur Kritik der Politik. ça ira Verlag, Freiburg i. Br. 1995, ISBN 3-924627-32-0.
- Faschismus ohne Revision. ça ira Verlag, Freiburg i. Br. 1998, ISBN 3-924627-47-9 (aktuelle Ausgabe: Schmetterling Verlag, Stuttgart 2014, ISBN 978-3-89657-074-1).
- 1968 und die Folgen. ça ira Verlag, Freiburg i. Br. 1998, ISBN 3-924627-59-2 (aktuelle Ausgabe: Schmetterling Verlag, Stuttgart 2014, ISBN 978-3-89657-075-8).
- Politik und Geschichte. ça ira Verlag, Freiburg i. Br. 2004, ISBN 3-924627-67-3 (aktuelle Ausgabe: Schmetterling Verlag, Stuttgart 2014, ISBN 978-3-89657-073-4).
- Staat und Kapital. Schmetterling Verlag, Stuttgart 2019, ISBN 978-3-89657-171-7.

### Biografische Texte
- Barbara Görres Agnoli: Johannes Agnoli – Eine biografische Skizze. Konkret Literatur Verlag, Hamburg 2004, ISBN 3-89458-233-2.
- Christoph Burgmer: Das negative Potential. Gespräche mit Johannes Agnoli. ça ira-Verlag, Freiburg 2002, ISBN 3-924627-07-X.
- Michael Hewener: Johannes Agnoli oder: Subversion als Wissenschaft. Dietz Verlag, Berlin 2025, ISBN 978-3-320-02429-1.
- Wolfgang Kraushaar: Agnoli, die APO und der konstitutive Illiberalismus seiner Parlamentarismuskritik. (PDF; 997 kB). In: ZParl. 38. Jahrgang, 2007, Heft 1, S. 160–179. (zparl.nomos.de)
- Ekkehart Krippendorff: Rot war die Farbe dieses bunten Vogels – Rebellieren ist immer gerecht: zum Tod des Berliner Politologen Johannes Agnoli. In: Der Tagesspiegel. 7. Mai 2003.  (tagesspiegel.de)
- Wolf-Dieter Narr: Johannes Agnoli – Die rare, aber aller Emanzipation notwendige Kombination: Kommunist und Anarchist in einer Person (und ihrer ProgrammPraxis). In: Graswurzelrevolution. Nr. 281, Sommer 2003. (graswurzel.net)

### Theoretische Texte
Chronologisch geordnet:
- Joachim Bruhn, Manfred Dahlmann, Clemens Nachtmann (Hrsg.): Geduld und Ironie. Johannes Agnoli zum 70. Geburtstag. ça ira Verlag, Freiburg im Breisgau 1995, ISBN 3-924627-42-8.
- Joachim Bruhn, Manfred Dahlmann, Clemens Nachtmann (Hrsg.): Kritik der Politik – Johannes Agnoli zum 75. Geburtstag. ça ira Verlag, Freiburg im Breisgau 2000, ISBN 3-924627-66-5. Mit Beiträgen von Hans-Georg Backhaus, Werner Bonefeld, Manfred Dahlmann, Ulrich Enderwitz, Georg Fülberth, Stephan Grigat, Fabian Kettner, Antonio Negri, Gerhard Scheit, Michael Wilk u. a.
- Michael Hewener: Wirtschaftsdemokratie im Staat des Kapitals? In: Axel Weipert (Hrsg.): Demokratisierung von Wirtschaft und Staat – Studien zum Verhältnis von Ökonomie, Staat und Demokratie vom 19. Jahrhundert bis heute. NoRa Verlag, Berlin 2014, ISBN 978-3-86557-331-5, S. 182–191.
- Stephan Grigat: Subversives Denken im Postfaschismus und der Staat des Kapitals. Eine Erinnerung an Johannes Agnoli. In: Merlin Wolf (Hrsg.): Irrwege der Kapitalismuskritik. Aschaffenburg 2017, S. 149–171.
- Michael Hewener: Die Theorie der Außerparlamentarischen Opposition: Johannes Agnolis "Transformation der Demokratie. In: Zauber der Theorie – Geschichte der Neuen Linken in Westdeutschland. Schwerpunktheft. (= Arbeit – Bewegung – Geschichte. Heft II/2018). S. 39–45.
- Michael Hewener, Niccolò Agnoli (Hrsg.): Staat und Kapital: Theorie und Kritik: Theorie, Kritik und Alternativen. Eine Einführung. Schmetterling, Stuttgart 2019, ISBN 978-3-89657-171-7.

## Film
- 2003: Das negative Potential online – Johannes Agnoli im Gespräch, Dokumentation von Markus Mischkowski